# Tratatele de pace de la Paris (1947)
Conferința de Pace de la Paris (29 iulie - 15 octombrie 1946) a fost urmată de Tratatele de Pace de la Paris semnat pe 10 februarie, 1947 dintre Aliați și statele Axei, în urma celui de-al doilea război mondial.

## Părțile implicate
- De partea aliaților erau: Statele Unite, Regatul Unit al Marii Britanii și al Irlandei de Nord, Franța, Uniunea Republicilor Socialiste Sovietice, China, Australia, Belgia, Republica Sovietică Socialistă Belarusă, Brazilia, Canada, Cehoslovacia, Etiopia, Grecia, India, Țările de Jos, Noua Zeelandă, Polonia, Republica Sovietică Socialistă Ucraineană, Uniunea Africii de Sud și Republica Populară Federativă Iugoslavia

- De partea țărilor de partea ai Axei se aflau: Italia, România, Ungaria, Bulgaria și Finlanda.

Au fost semnate tratate separate între aliați și fiecare din țările care colaboraseră cu axa. Astfel, deși între România și Ungaria a existat o situație de conflict armat, nu a existat niciun tratat de pace direct între România și Ungaria, terminarea stării de război fiind menționată separat în tratatele semnate cu aliații.
Cu toate că toate statele aliate au fost prezente la Paris, nu toate au participat la negocierile cu toate puterile de partea axei și nu toate au semnat tratatele de pace respective. Astfel, tratatul de pace cu România a fost semnat de: Statele Unite, Regatul Unit al Marii Britanii și al Irlandei de Nord, Uniunea Republicilor Socialiste Sovietice, Australia, Republica Sovietică Socialistă Belarusă, Canada, Cehoslovacia, India, Noua Zeelandă, Republica Sovietică Socialistă Ucraineană și Uniunea Africii de Sud. Criteriile care au dus la selecționarea țărilor semnatare nu au fost niciodată explicit justificate.
Tratatele le-au permis Italiei, României, Ungariei, Bulgariei și Finlandei să își reasume responsabilitățile ca state suverane în relațiile internaționale. 
Au fost incluse o serie de clauze care defineau despăgubirile de război, drepturile minorităților și ajustări teritoriale incluzând sfârșitul imperiului colonial al Italiei din Africa și modificări ale frontierelor: Ungaro-Cehoslovace, Româno-Ungare, Sovieto-Române, Bulgaro-Române și Sovieto-Finlandeze. 
Clauzele stipulau că semnatarii vor lua toate măsurile necesare "pentru a asigura tuturor persoanelor de sub jurisdicția sa indiferent de rasă, sex, limbă sau religie, drepturile umane și libertățile fundamentale, inclusiv libertatea de expresie, a presei, a religiilor, a opiniei politice și a întâlnirilor publice".
Fiecare guvern se obliga să împiedice renașterea fascismului sau a oricărei organizații "politice, militare sau semi-militare, al căror scop ar fi acela de a împiedica accesul la drepturile democratice."

## Transferuri teritoriale
- Finlanda pierdea aproximativ 10% din suprafața sa în favoarea Uniunii Sovietice. Această cerere a sovieticilor a fost privită ca o mare nedreptate în rândul aliaților, deoarece în acest caz URSS era agresorul (în cadrul pactului Hitler-Stalin) și datorită simpatiei de care se bucura Finlanda mulțumită victoriilor din 1939-1940.
- România, mulțumită contribuției sale militare de partea Aliaților după 23 august 1944, primea înapoi Transilvania de Nord transferată de Hitler Ungariei prin Dictatul de la Viena, dar pierdea Basarabia, Bucovina de Nord și Ținutul Herța în favoarea Uniunii Sovietice, și Dobrogea de Sud (Cadrilaterul) în favoarea Bulgariei.
- Italia ceda localitățile Tende și La Brigue Franței, Zadar (actual, pe teritoriul Croației) și regiunea Istria (actual, pe teritoriul Croației și Sloveniei) Iugoslaviei și arhipelagul Dodecanez Greciei.

## Daunele de război
Uniunea Sovietică a emis pretențiile maxime din partea adversarilor, cu excepția Bulgariei, cu care avea cea mai bună relație dintre vechii adversari. În cazurile României și a Ungariei însă, pretențiile au fost foarte mari.
Daunele de război, la valorile din 1938:
- $360.000.000 de la Italia;
  - $115.000.000 către Iugoslavia;
  - $105.000.000 către Grecia;
  - $100.000.000 către Uniunea Sovietică;
  - $25.000.000 către Etiopia;
  - $5.000.000 către Albania;
- $300.000.000 de la Finlanda către Uniunea Sovietică;
- $300.000.000 de la Ungaria:
  - $200.000.000 către Uniunea Sovietică;
  - $100.000.000 către Cehoslovacia și Iugoslavia.
- $300.000.000 de la România către Uniunea Sovietică;
- $70.000.000 de la Bulgaria;
  - $45.000.000 către Grecia;
  - $25.000.000 către Iugoslavia.

## Urmări
Destrămarea Uniunii Sovietice și a Iugoslaviei la începutul anilor 1990 nu a dus la nicio renegociere a Tratatelor de pace de la Paris. Cu toate acestea, în 1990 Finlanda a anulat unilateral restricțiile pe care tratatul le impusese armatei sale.